# رودینسکه
شهر رودینسکه (به روسی: Родинське) در استان دونتسک در کشور اوکراین واقع شده‌است. جمعیت این شهر ۱۱,۹۹۶ نفر (۲۰۲۱ تخمینی)است.